# Гранта (река)
Гранта — река в восточной Англии (Великобритания), приток реки Кам.
Река начинается в приходе Деббен к востоку от деревни Виддингтон в графстве Эссекс. Длина реки от истока до впадения реки Рхи составляет 41,7 км. Позже, при слиянии с рекой Борн образуется река Кам.
К югу от Грейт-Шелфорда в Гранту впадает 16-километровый одноимённый приток, начинающийся у Хейверхилля.

## Притоки
- Деббен
- Виккент
- Малая Гранта

## История
После переименования города Грантабрукэ (дословно «ручей Гранта») в Кэмбридж (дословно, «мост на реке Кам») часть реки было переименовано в Кам. Верховья до сих пор называются Грантой.
Дала названия деревне Гранчестер и городу Грантабрукэ (сейчас Кэмбридж).

## Туризм
На реке организованы места для купания и отдыха.